# Alexei Mordashov
Alexei Mordashov (Cherepovets, 26 de Setembro de 1965) é um empresário e filantropo russo. É CEO da OAO Severstal, a maior companhia russa de aço. É um dos homens mais ricos do mundo segundo a revista Forbes de 2012, com uma fortuna estimada em 15,3 bilhões de dólares, sendo a 45° pessoa mais rica do mundo.